# Esperanta
Esperanta är ett kvinnoförnamn som betyder "att hoppas" och som kommer från språket esperanto. Den spanska motsvarigheten är Esperanza.
Den 31 december 2014 fanns det ingen person folkbokförd i Sverige med namnet Esperanta. 
Namnsdag: saknas